# Carlo Borromeo Arese
Carlo Borromeo Arese (28. april 1657 – 3. juli 1734) var den 11. greve af Arona i Piemonte og vicekonge af Napoli 1710-13.
Carlo Borromeo Arese var søn af Renato Borromeo og Giulia Arese. Fra den 27. september 1710 til 20. maj 1713 var han udnævnt som vicekonge af Napoli. I 1715 blev han af kejser Karl 6. udnævnt til commissario imperiale plenipotenziario. Carlo Borromeo Arese var en af sin tids rigeste og mest magtfulde mænd i Italien.

## Fodnoter
1. ↑  Navnet er anført på engelsk og stammer fra Wikidata hvor navnet endnu ikke findes på dansk.
2. ↑  Navnet er anført på engelsk og stammer fra Wikidata hvor navnet endnu ikke findes på dansk.
3. ↑  Navnet er anført på engelsk og stammer fra Wikidata hvor navnet endnu ikke findes på dansk.
4. ↑  Navnet er anført på engelsk og stammer fra Wikidata hvor navnet endnu ikke findes på dansk.
5. ↑  Navnet er anført på engelsk og stammer fra Wikidata hvor navnet endnu ikke findes på dansk.
6. ↑  Navnet er anført på engelsk og stammer fra Wikidata hvor navnet endnu ikke findes på dansk.
7. ↑  "Paula Findlen: "Founding a Scientific Academy: Gender, Patronage and Knowledge in Early Eighteenth-Century Milan"". Arkiveret fra originalen 26. januar 2012. Hentet 11. marts 2010.